# Lamb of God
Lamb of God är ett amerikanskt metalband från Virginia, grundat 1990. Debutalbumet Burn the Priest gavs ut 1999 av Epic Records. Bandets senaste album, VII - Sturm Und Drang, gavs ut 24 juli 2015.

## Historia
Lamb of God (engelska för "Guds lamm", en beteckning på Jesus) bildades i Virginia, USA, av studiekamraterna Mark Morton - gitarr, Matt Conner - gitarr, Chris Adler - trummor, och John Campbell - basgitarr. Efter examen flyttade Morton till Chicago för att läsa vidare, men bandet fortsatte ändå. En ny gitarrist, Abe Spear, ersatte Morton och bandet, som tidigare haft ett instrumentalt sound, anlitade Randy Blythe att sjunga.
Bandet, som vid denna tid hette Burn the Priest ("Bränn prästen"), hade tuff konkurrens från andra grupper, men satsade hårt, bland annat genom att träna fem dagar i veckan eller mer. Band som inspirerade under denna tiden var Breadwinner och Sliang Laos. 
Mark Morton flyttade hem från Chicago och började i bandet igen. Inte långt efter det att det självbetitlade albumet Burn The Priest spelats in, slutade Spear och en plats i gruppen var ledig. Den platsen tog Willie Adler, Chris Adlers bror.
Ungefär ett år efter gitarristbytet ändrade Burn The Priest sitt namn till det nuvarande Lamb of God och skrev kontrakt med Prosthetic Records. Bandets genombrott kom med skivan New American Gospel, som släpptes år 2000. 
Bandet började då turnera över hela världen igen och på hösten 2003 var Lamb of God huvudband på den första "Headbangers Ball"-turnén. Detta lyfte upp bandet från undergroundscenerna till världstoppen. Bandet släppte också Terror and Hubris, en live-dvd med tidiga liveuppträdanden och "bakom kulisserna"-material.
Ashes of the Wake, Lamb of Gods fjärde album, gavs ut 2004. I mitten av 2006 hade albumet sålt i över 275 000 exemplar. Revolver Magazine röstade fram den som "årets album" och flera andra priser tilldelades bandet. I augusti 2006 kom albumet Sacrament. Albumets titel är vald både för sina musikaliska och sina religiösa associationer.
Under hösten 2006 deltog bandet i turnén The Unholy Alliance tillsammans med Slayer, Children of Bodom, Thine Eyes Bleed samt i Nordamerika Mastodon och i Europa In Flames. I mitten av november kom turnén till Sverige med besök i Malmö och Stockholm.
I augusti 2008 tillkännagav bandet att man skulle börja arbeta på en uppföljare till Sacrament. Den 24 februari 2009 släppte Lamb of God sitt femte studioalbum, Wrath. Producent var denna gång Josh Wilbur. Under inspelningen hade bandet installerat två webbkameror (som mestadels satt i rummet där trummorna spelades in, och i mixerrummet) i studion, så att fansen kunde se hur inspelningen fortskred direkt via bandets hemsida.
Trummisen Chris Adler sade om skivan: "This album is going to surprise a lot of people. Typically bands that get to where we are in our career begin to slack off, smell the roses and regurgitate. We chose a different path. No one wants to hear another band member hyping a new record. ‘Wrath’ needs no hype. We have topped ourselves and on February 24 you will feel it."
Albumet blev snabbt en stor succé, och såldes i 68 000 exemplar första veckan efter utgivningen.

## Medlemmar
Nuvarande medlemmar
- Art Cruz – trummor (2019– )

- John Campbell – basgitarr (1994– )
- Mark Morton – gitarr (1994, 1997– )
- Randy Blythe – sång (1995– )
- Willie Adler – gitarr (1999– )

Tidigare medlemmar
- Chris Adler – trummor (1994–2019)

- Abe Spear – gitarr (1994–1999)
- Matt Connor – gitarr (1994)

Turnerande medlemmar
- Robert Meadows – sång (2001)
- Jason "Plunger" Sica – sång (2003; död 2010)
- Doc Coyle – gitarr (2009)
- Buz McGrath – gitarr (2009)
- Matt DeVries – basgitarr (2013)
- Paul Waggoner – gitarr (2014)

## Diskografi
Studioalbum
- 1999 – Burn the Priest (som Burn the Priest)
- 2000 – New American Gospel
- 2003 – As the Palaces Burn
- 2004 – Ashes of the Wake
- 2006 – Sacrament
- 2009 – Wrath
- 2012 – Resolution
- 2015 – VII: Sturm und Drang
- 2020 – Lamb of God
- 2022 – Omens

Livealbum
- 2005 – Killadelphia

EP
- 2004 – Pure American Metal

Singlar
- 2003 – "As the Palaces Burn Sampler"
- 2006 – "Walk with Me in Hell"
- 2008 – "Contracto"
- 2011 – "Decibel Flexi Series - Hit the Wall"

Samlingsalbum
- 1998 – Sevens and More (som Burn the Priest)
- 2010 – Hourglass: The Ultimate Anthology
- 2010 – Hourglass Volume I - The Underground Years
- 2010 – Hourglass Volume II - The Epic Years
- 2010 – Hourglass Volume III - The CD Anthology
- 2010 – Hourglass: The Super Deluxe Set

## TV-spelsengagemang
- "Laid to Rest" är med i Guitar Hero II.
- Lamb of God's musik kan också hittas i BaboViolent 2.
- "Redneck" är med i ATV Offroad Fury 4.
- "Redneck" är också med i NFL Street 3.
- "Redneck" återfinns också i Saint's Row 2 på den fiktiva radiokanalen "The Krunch 106.66".
- "Black Label" är med i Tony Hawk's Underground 2.
- "Laid to Rest" är med i Guitar Hero: Smash Hits.
- "Laid to Rest" finns också att laddas ned på Rock Band Music store till spelet Rock Band 1,2 eller 3